# 消費電子展
消費電子展（英語：Consumer Electronics Show，簡稱：CES）是一個電子產品和科技的贸易展览会，每年吸引來自世界各地的主要公司和業界專門人士參加。消費型電子展每年1月於美國內華達州的拉斯维加斯会展中心舉行。展覽由消費電子協會贊助，並不開放一般民眾入場，展覽期間通常會舉行多場產品預覽會和新產品發表會。在2015年5月，亞洲消費性電子展（CES Asia）首度於中國上海市舉行。2016年時，主辦單位將展覽名稱中原有的「國際」（International）去除，簡化名稱為「CES」。

## 歷史

CES在2000年至2024年间使用的标志

第一屆的消費性電子展在1967年6月於紐約市舉行。在當時原為芝加哥音樂展（Chicago Music Show）的附屬活動。首次展覽吸引了超過100間參展商，共有17,500人參加，由摩托羅拉主席鮑伯·蓋文擔任開幕演說講者。在1978年至1994年間，消費性電子展每年舉行兩次，分別是1月在拉斯維加斯舉行的「冬季消費性電子展」（WCES），以及6月在芝加哥舉行的「夏季消費性電子展」（SCES）。
1995年時，季展在於斯維加斯依照計畫順利舉行。然而，由於於芝加哥的夏季展參加人數開始衰退，主辦者決定嘗試將夏季展在不同城市間巡迴舉辦，並敲定首場變更地點的夏季展將在費城的賓夕法尼亞會議中心舉行。但由於電子娛樂展預計在同年5月於西岸開幕，並可能成為夏季展的競爭對手，因此費城的夏季消費性電子展最後宣佈取消 。1996年的冬季展在1月於拉斯維加斯舉行，同年的夏季展則在佛羅里達州奧蘭多展出，但僅有少數的參展商加入 。1997年在拉斯維加斯的冬季展十分成功，但該年度在亞特蘭大與春季COMDEX合辦的夏季展卻僅吸引了不到20間廠商參展，夏季展正式宣佈取消。
展覽自1998年起改為每年舉行一次。消費型電子展是拉斯維加斯最大型的活動之一，每年佈展、展出和撤展期間共長達18日。
2015年5月，亞洲消費性電子展（CES Asia）首度於中國上海市舉行。亞洲消費性電子展在上海一共舉辦過5屆。2020年7月13日，亚洲消费电子展主辦方宣布將永久停办亚洲消费电子展。

## 在消費電子展首次發表的產品
- 音訊等化器－1969年[8]
- 錄影機－1970年
- 雷射影碟播放機－1974年
- 攝影機－1981年
- CD播放機－1981年
- 數位音訊技術－1990年
- CD-i－1991年
- MiniDisc－1993年
- 廣播資訊系統－1993年
- 數位衛星系統（英语：Digital Satellite Service）－1994年
- 數位多功能影音光碟（DVD）－1996年
- 高畫質電視（HDTV）－1998年
- 硬碟錄影機（PVR）－1999年
- 數位音訊廣播（DAR）－2000年
- Microsoft Xbox－2001年
- 電漿電視－2001年
- 家庭媒體伺服器－2002年
- 高音質廣播（英语：HD Radio）－2003年
- 藍光光碟－2003年
- 高畫質電視錄影機－2003年
- IPTV－2005年
- OLED電視－2008年
- 3D高畫質電視－2009年
- 平板電腦、Netbooks，和Android裝置－2010年
- 連網電視、智慧型家電、Android Honeycomb、福特Focus電動車、Microsoft Kinect－2011年
- Ultrabooks、3D OLED電視、Android 4.0平板電腦－2012年
- 超高畫質電視、彈性有機發光二極體、自動駕駛汽車－2013年
- webOS智慧型電視－2014年
- Android和Firefox OS智慧型電視－2015年

## 图集

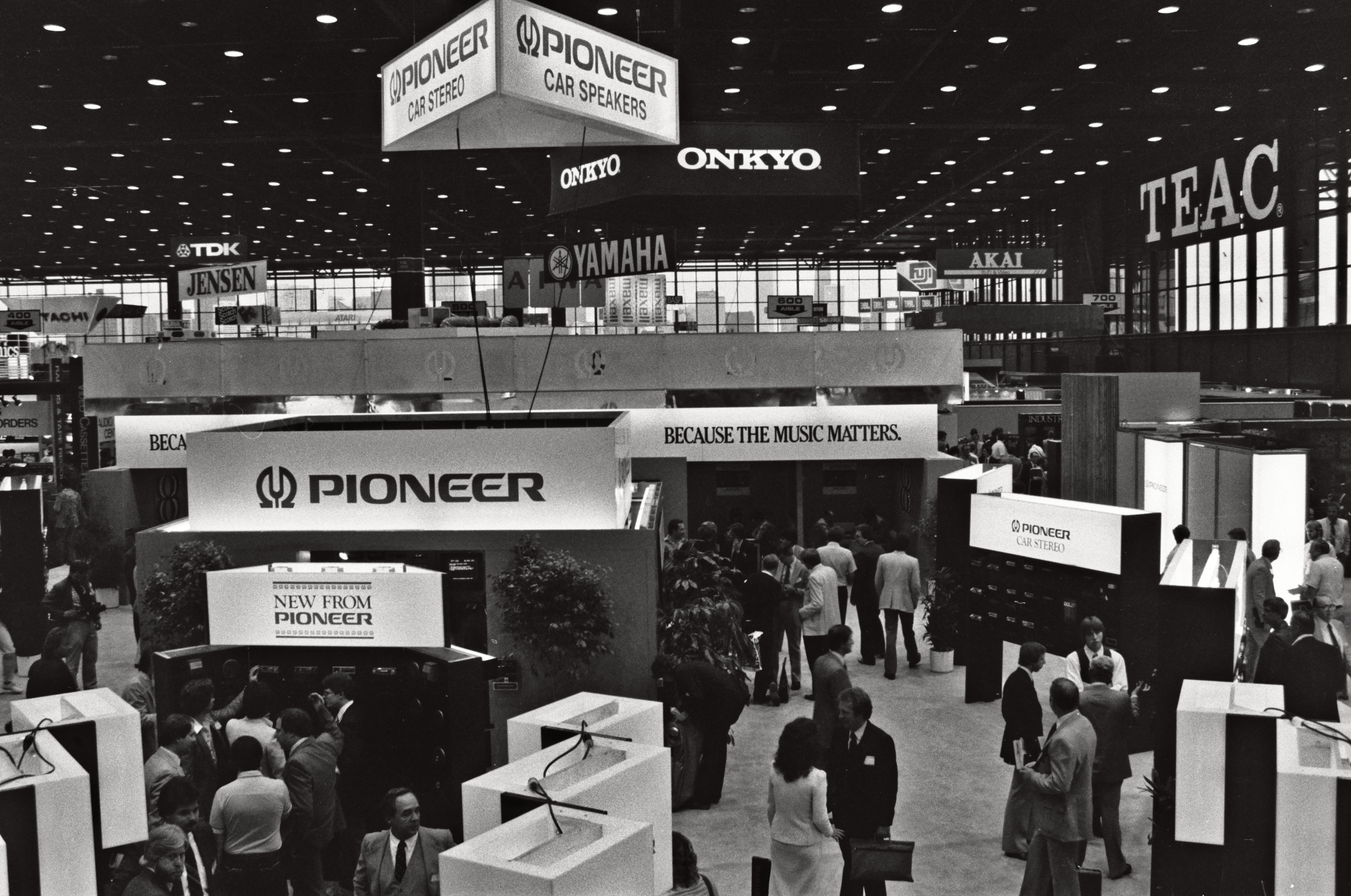
1982年的芝加哥CES展会现场
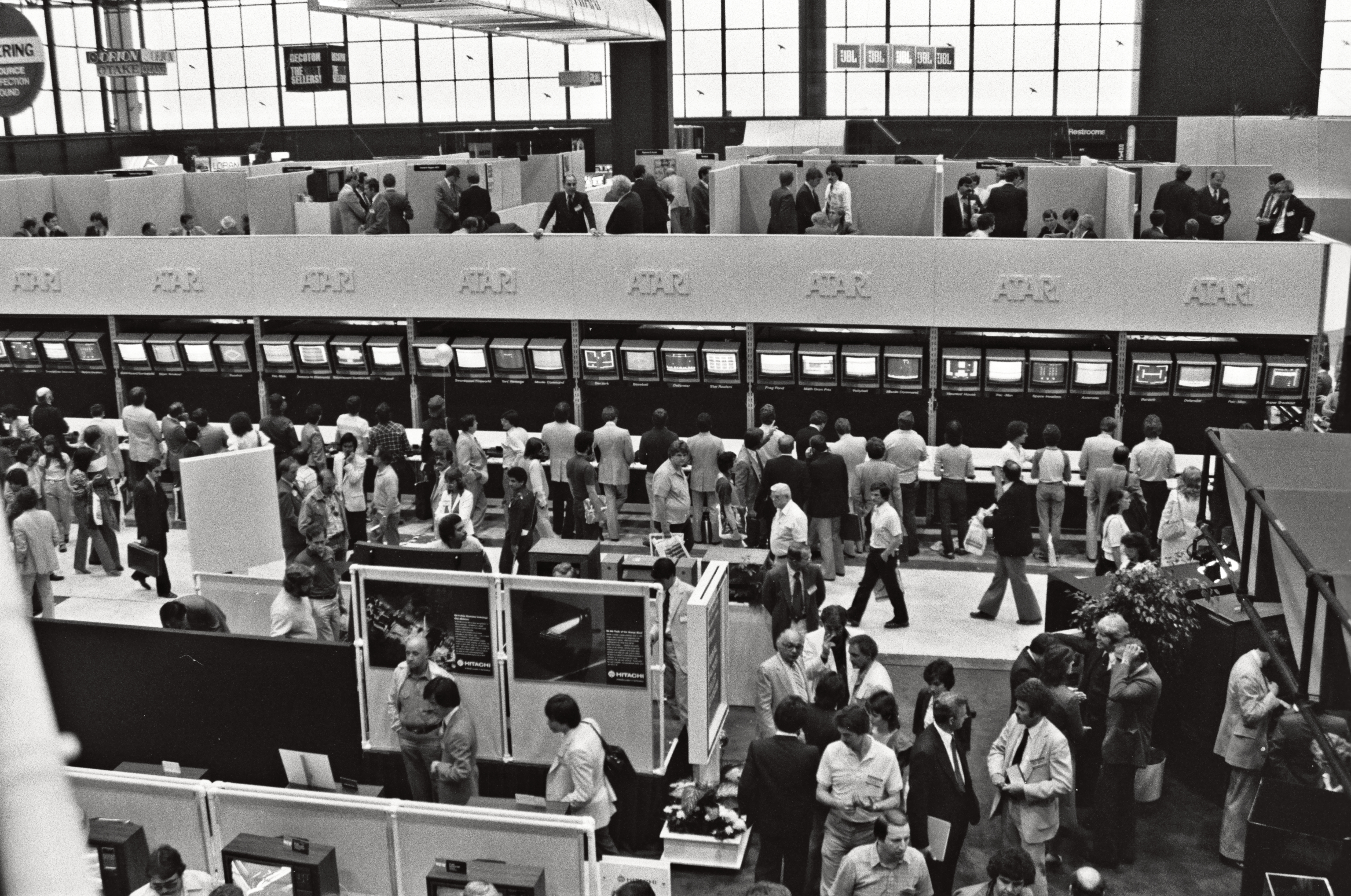
CES 1982中的雅达利展位
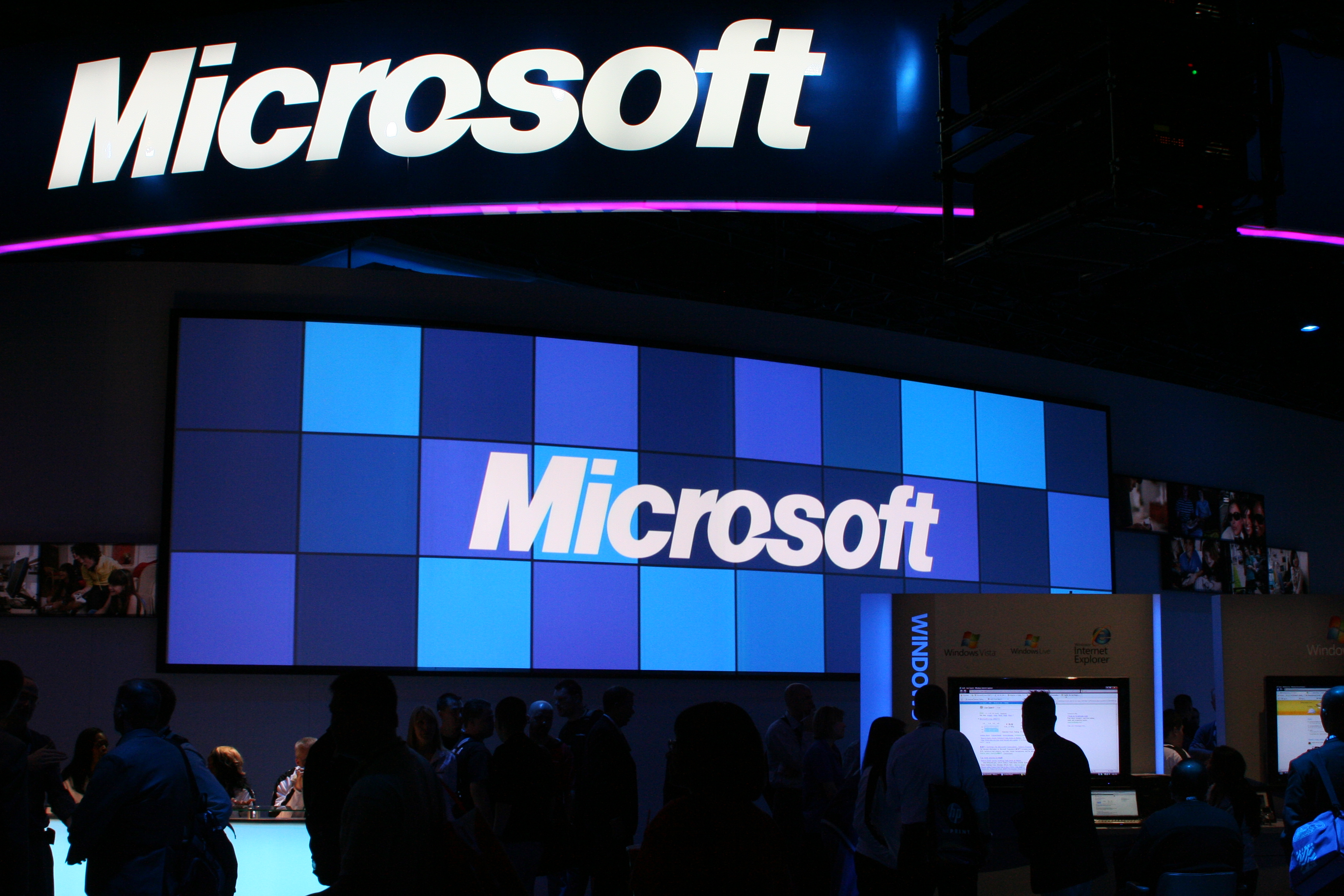
CES 2009中的微软展位
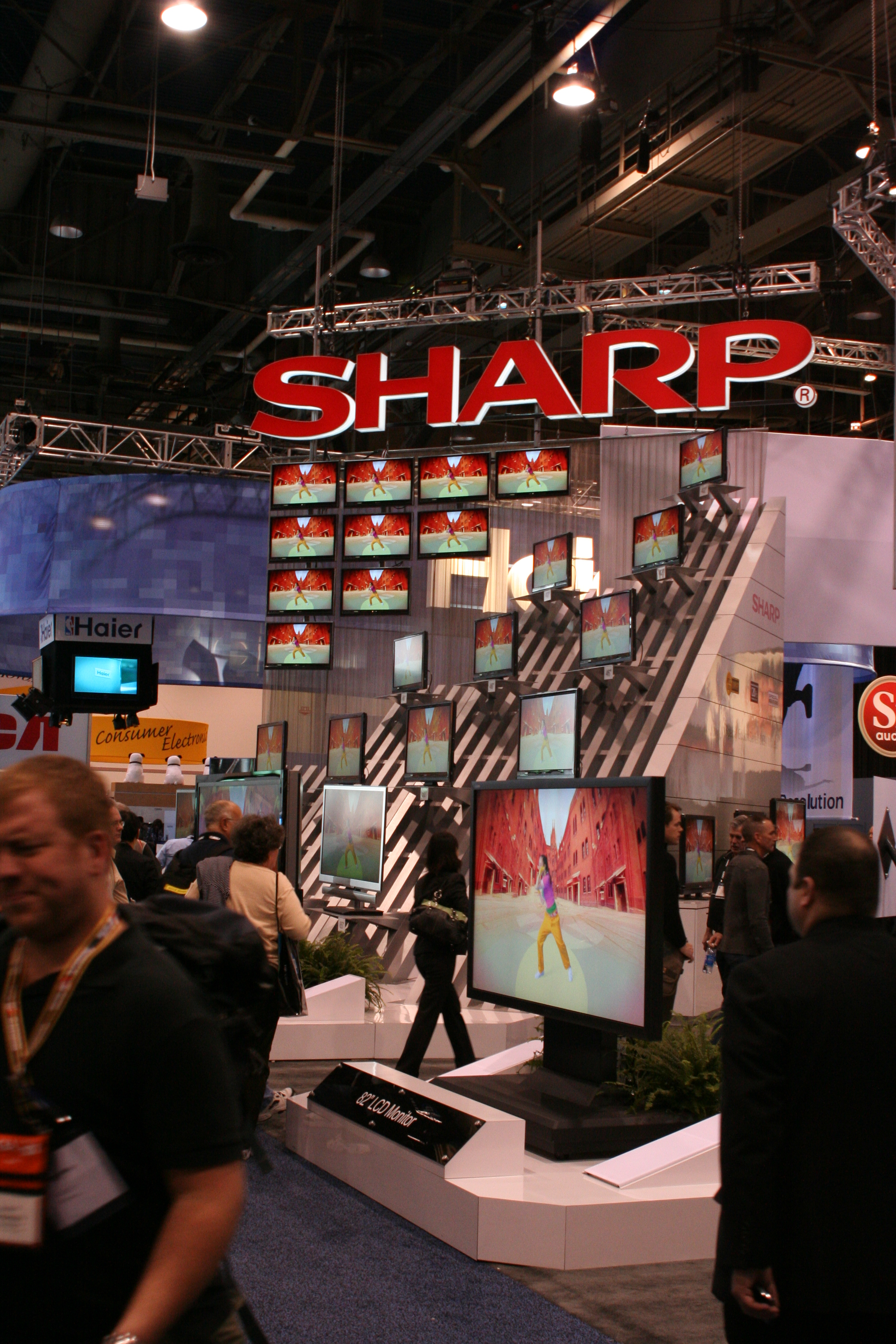
CES 2009中的夏普展位
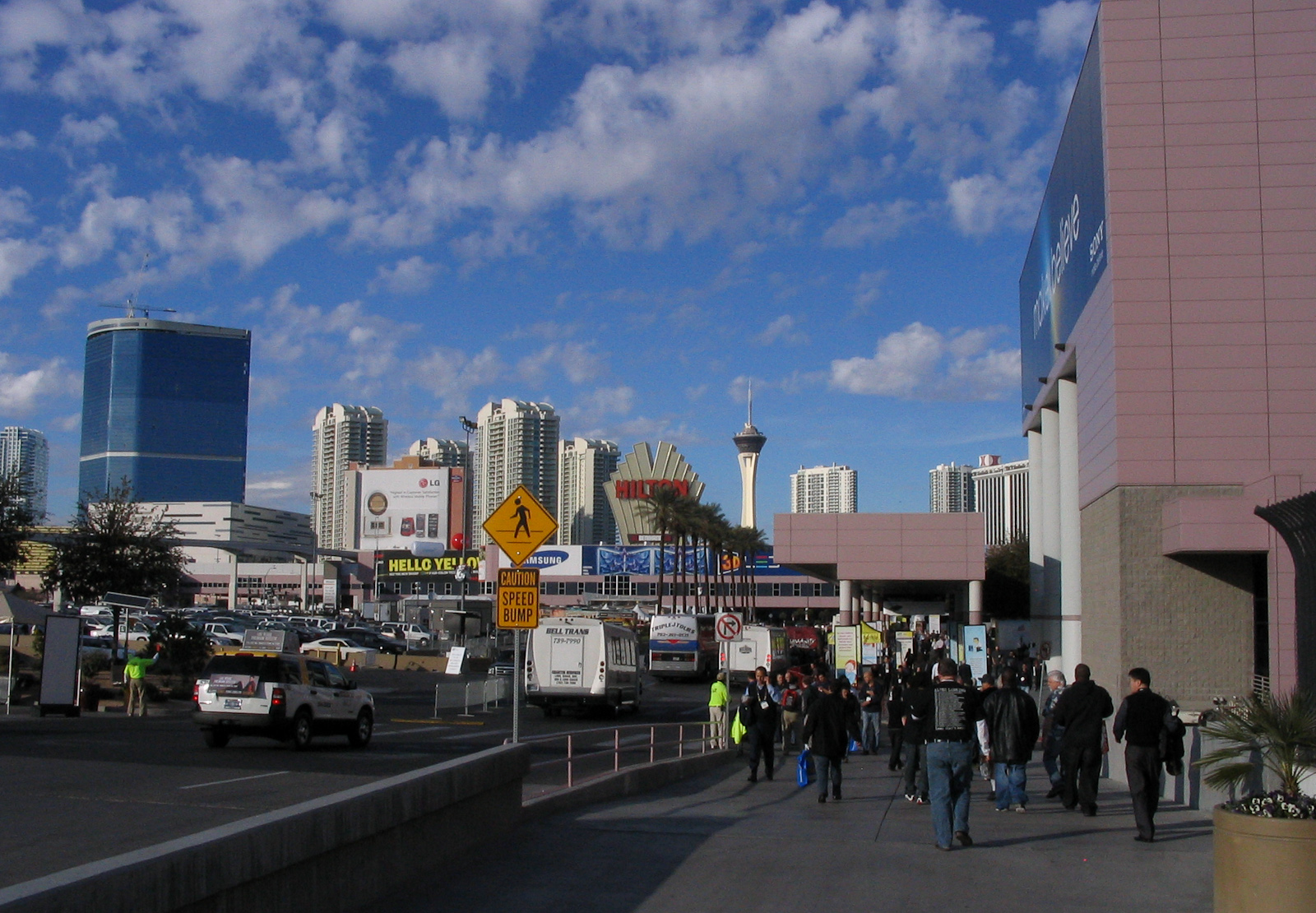
CES 2010的场馆外照
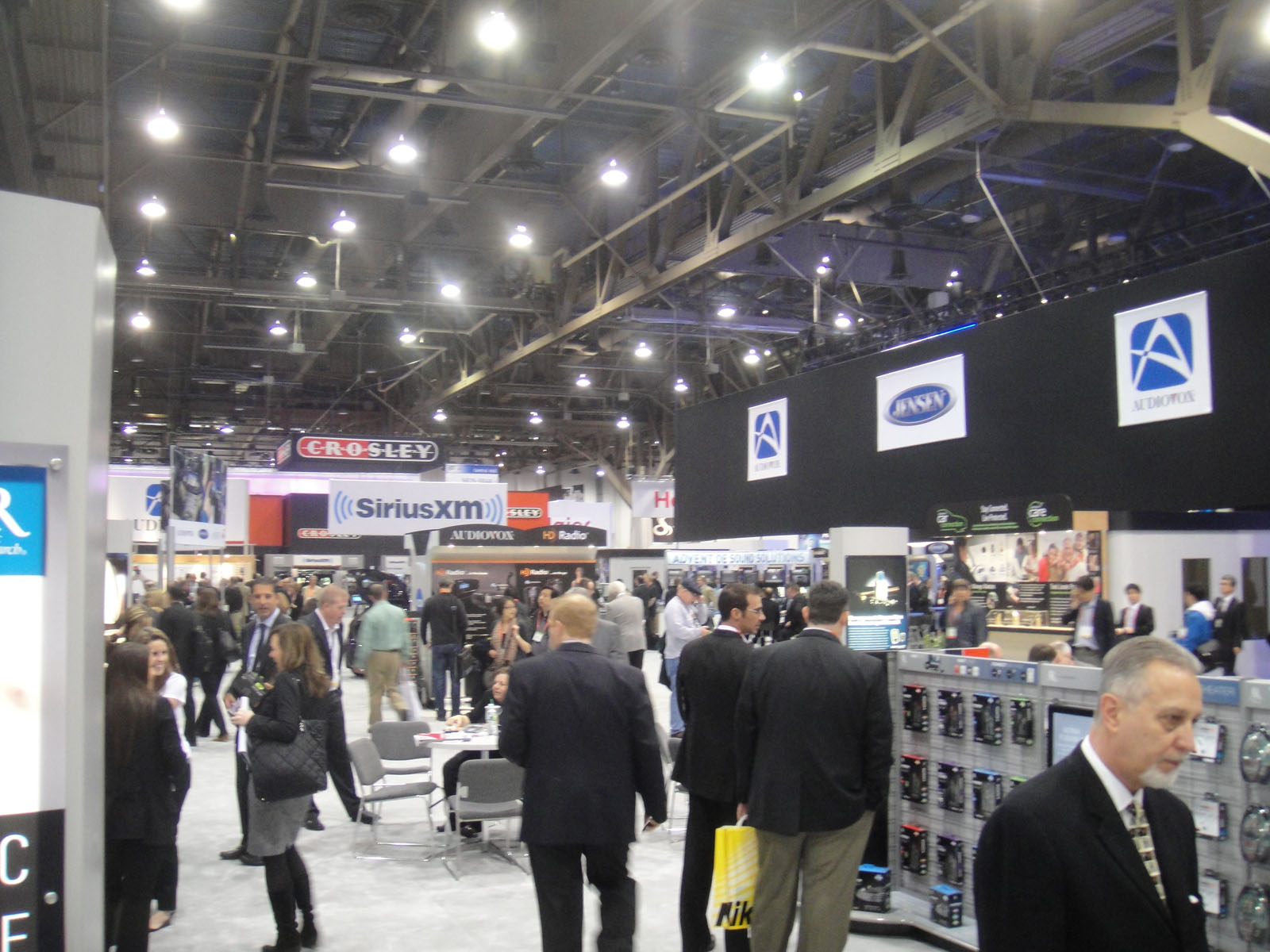
CES 2012展会现场
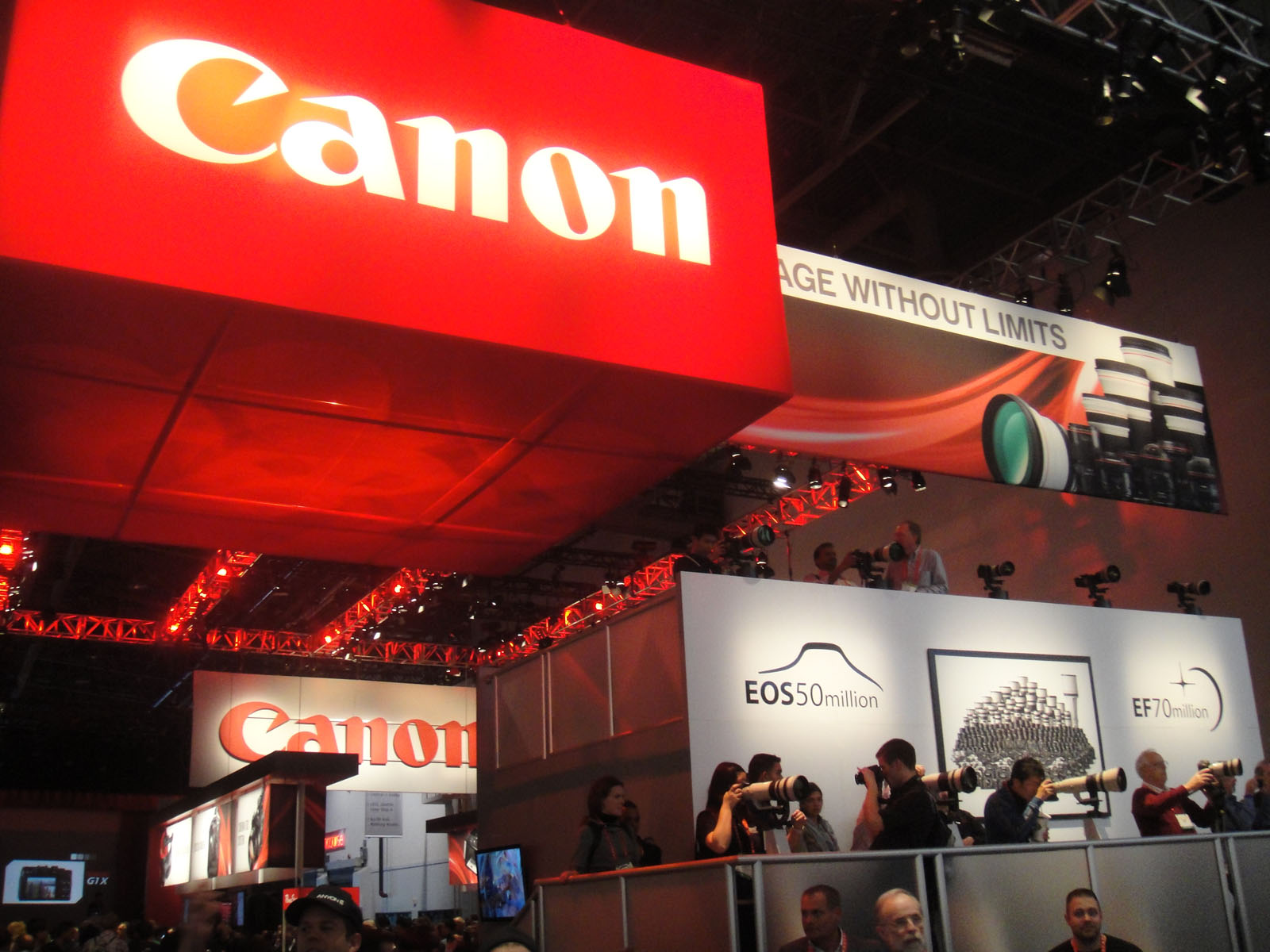
CES 2012中的佳能展位
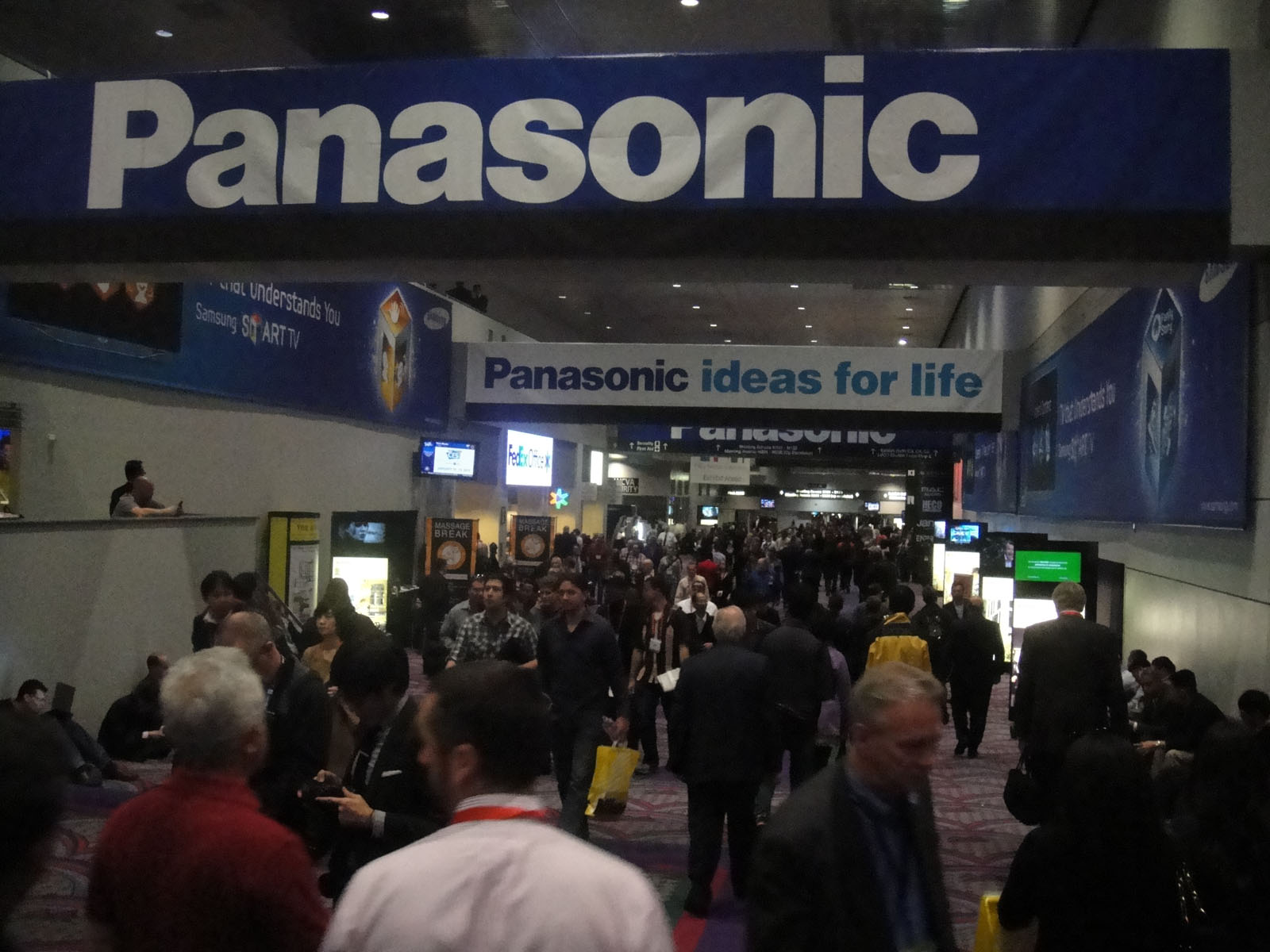
CES 2012中的松下展位
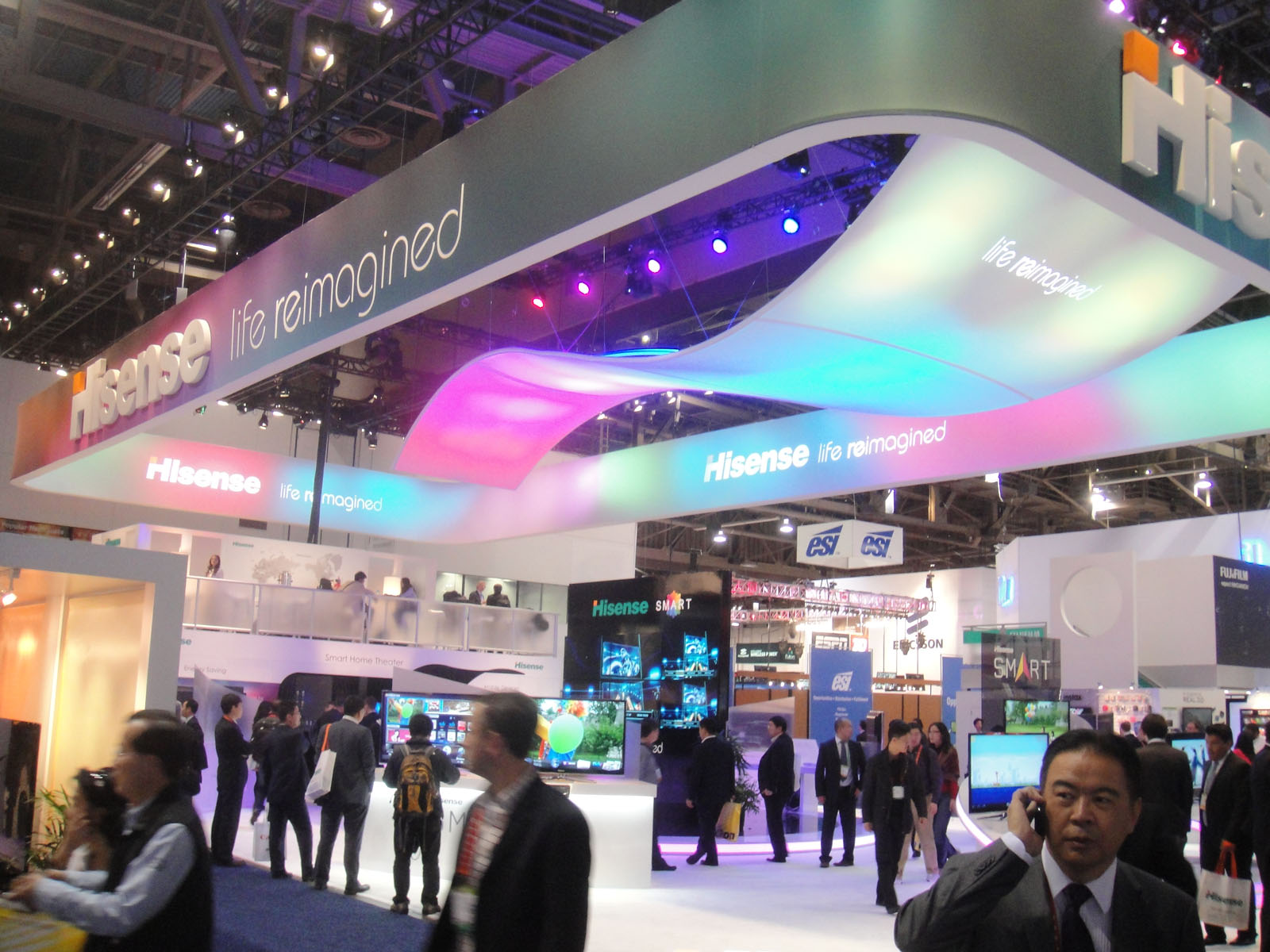
CES 2012中的海信展位
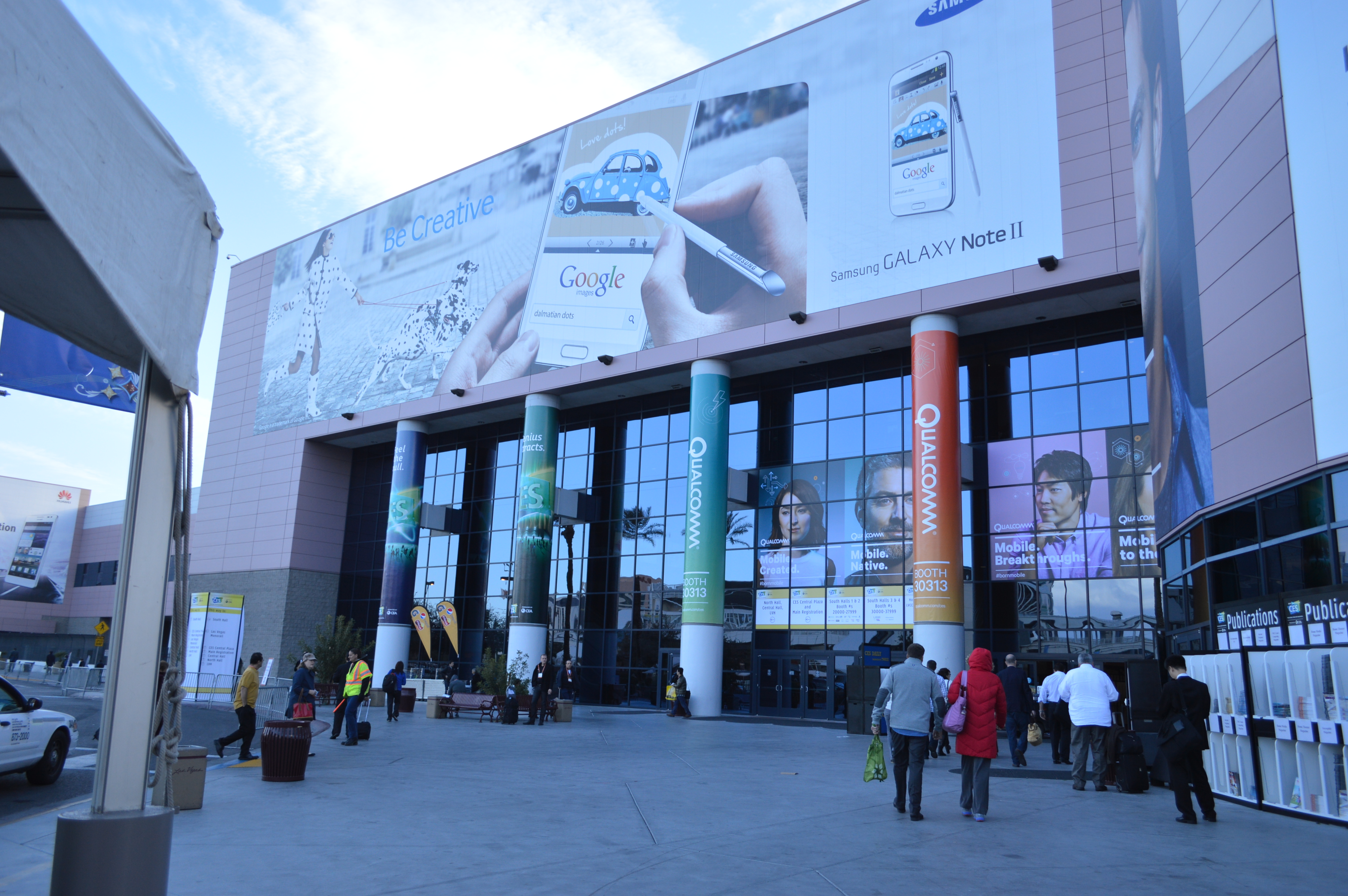
CES 2013时的拉斯维加斯会展中心入口
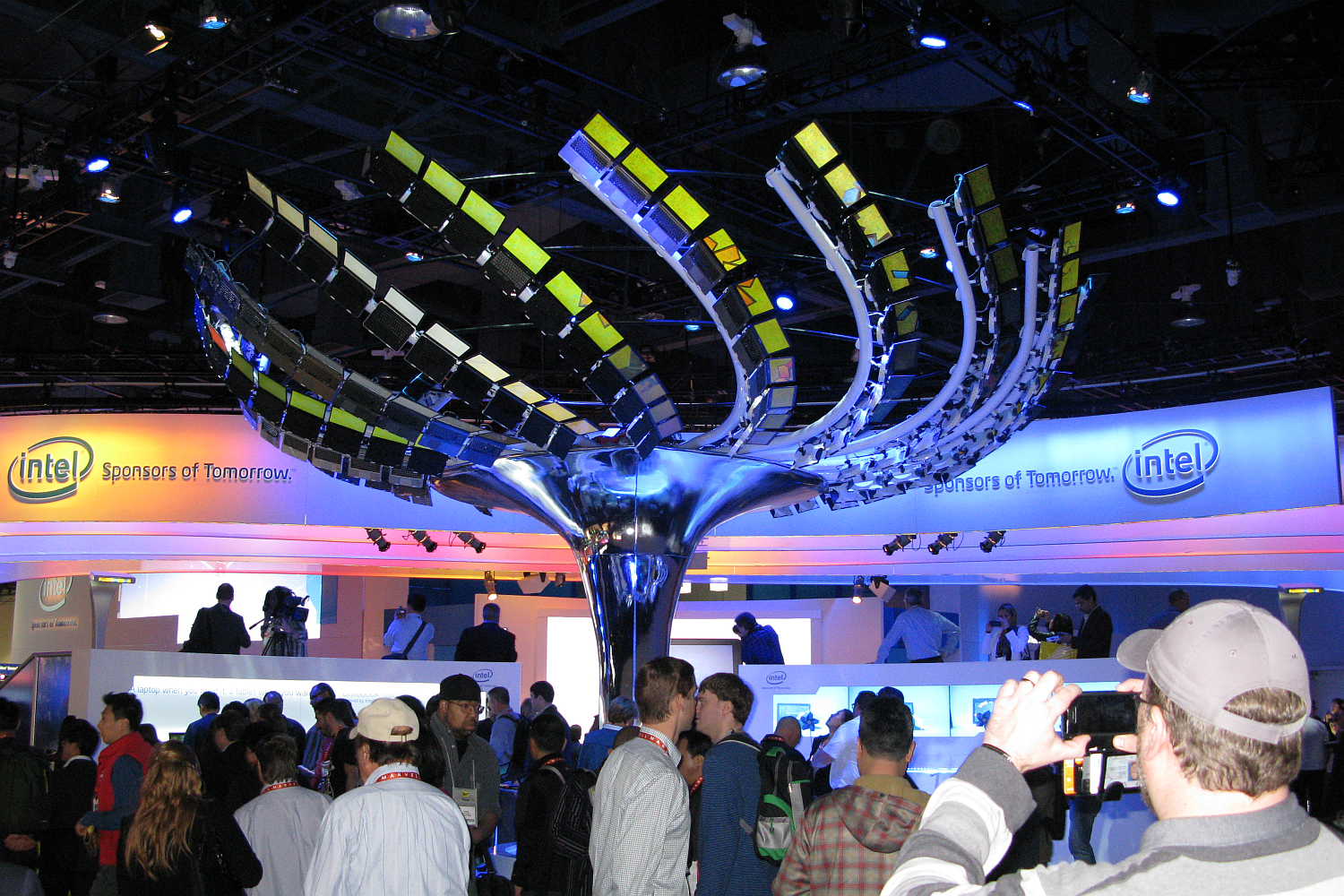
CES 2013中的英特尔展位
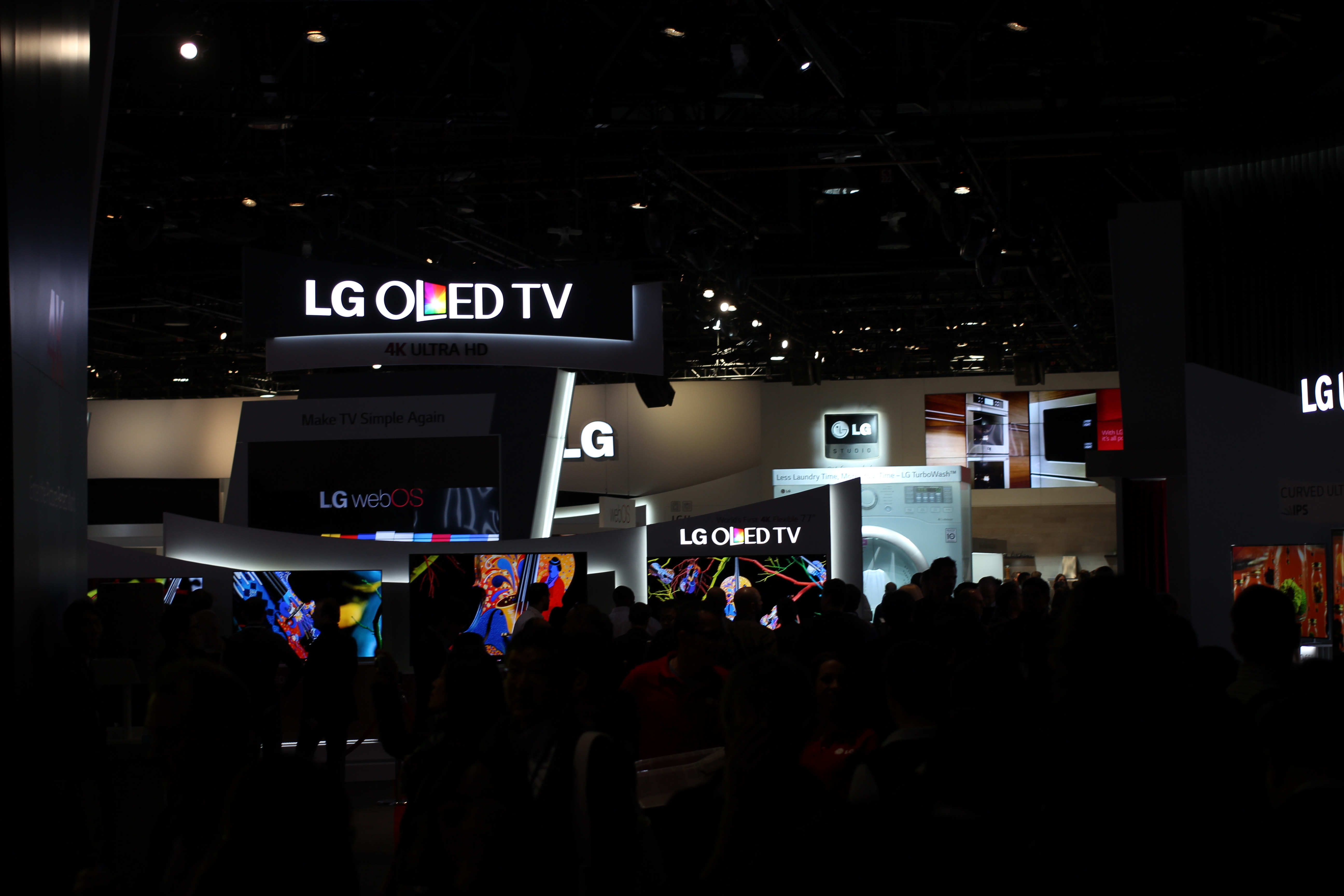
CES 2014中的LG展位
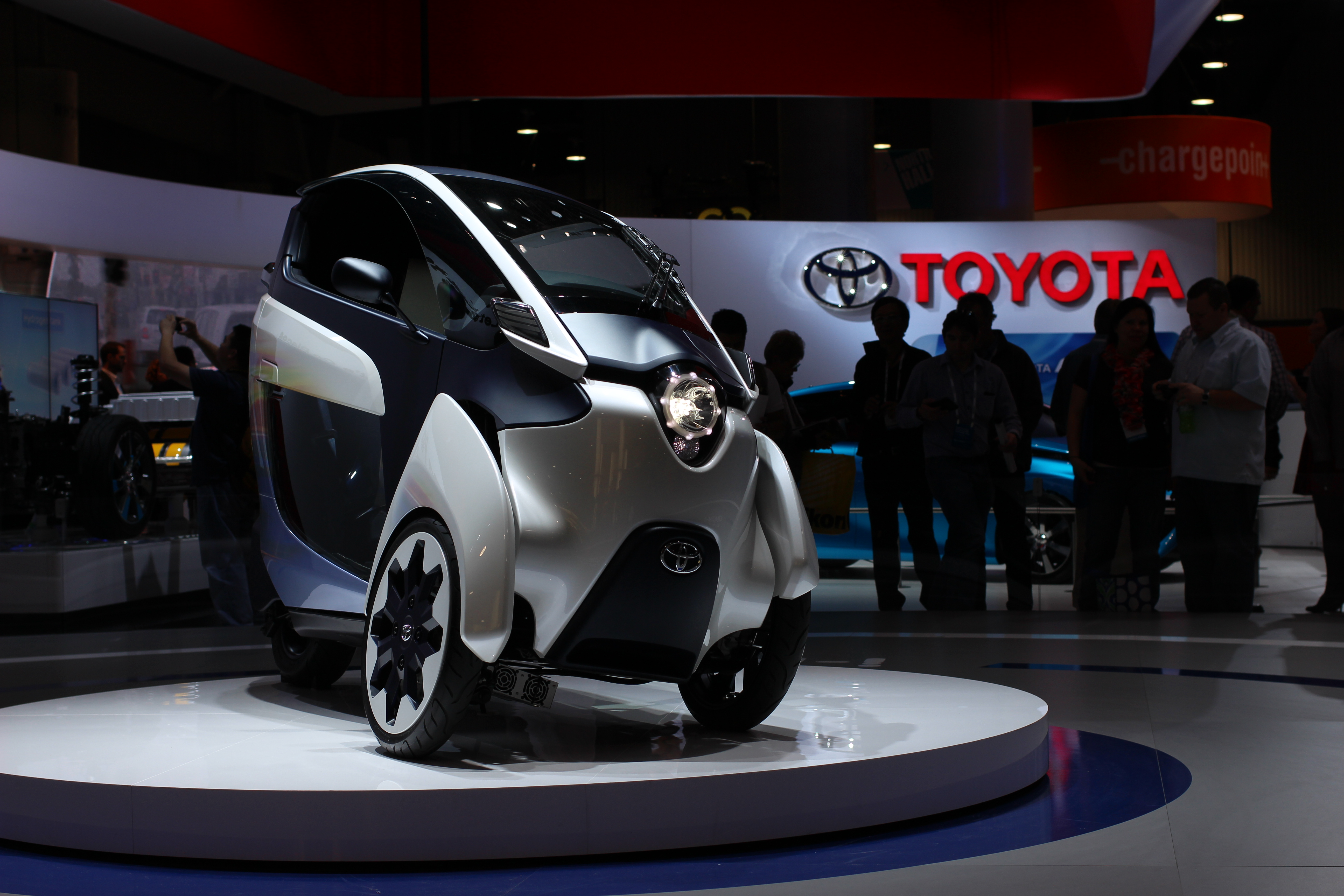
CES 2014中的丰田展位
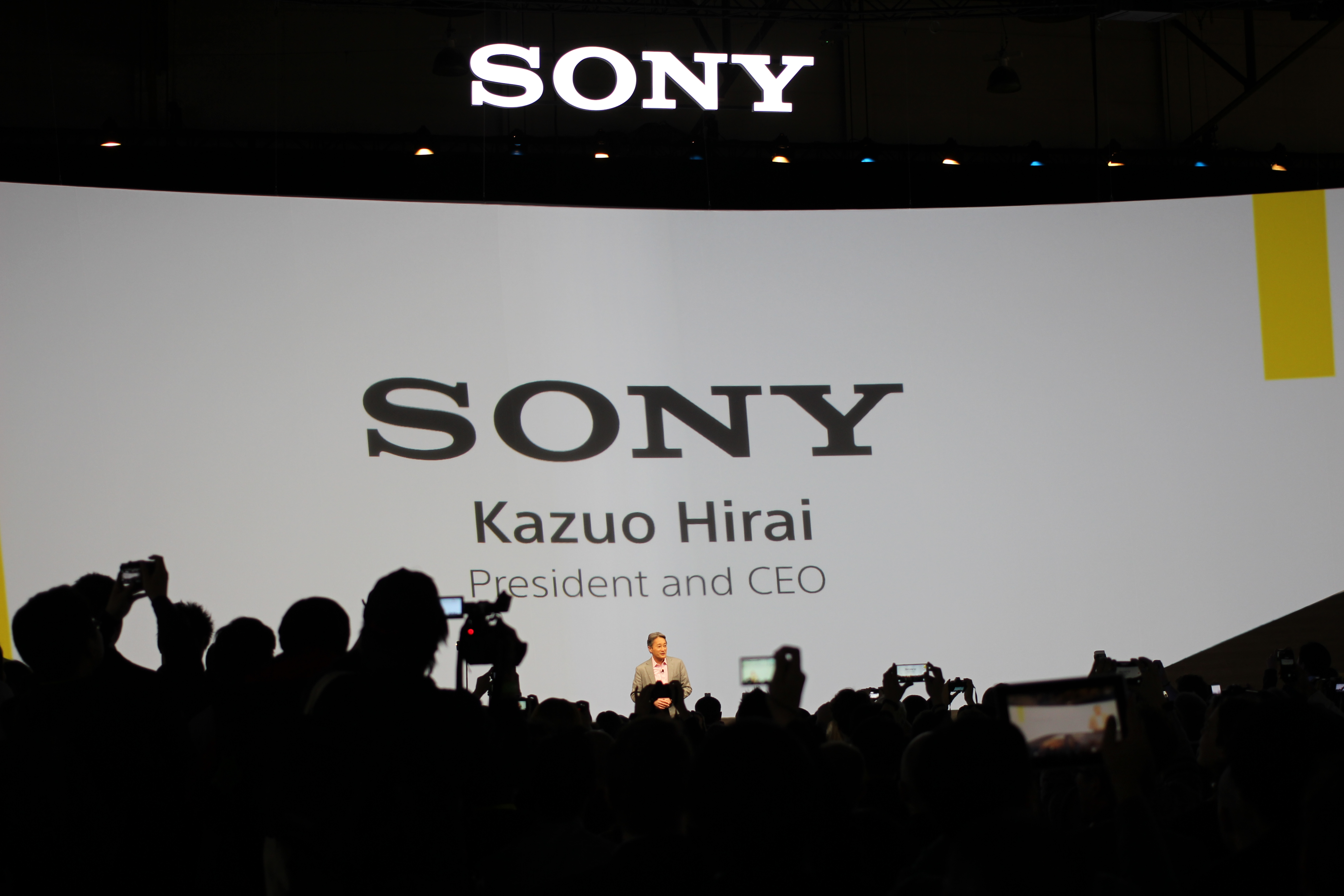
在CES 2015上进行演讲的平井一夫
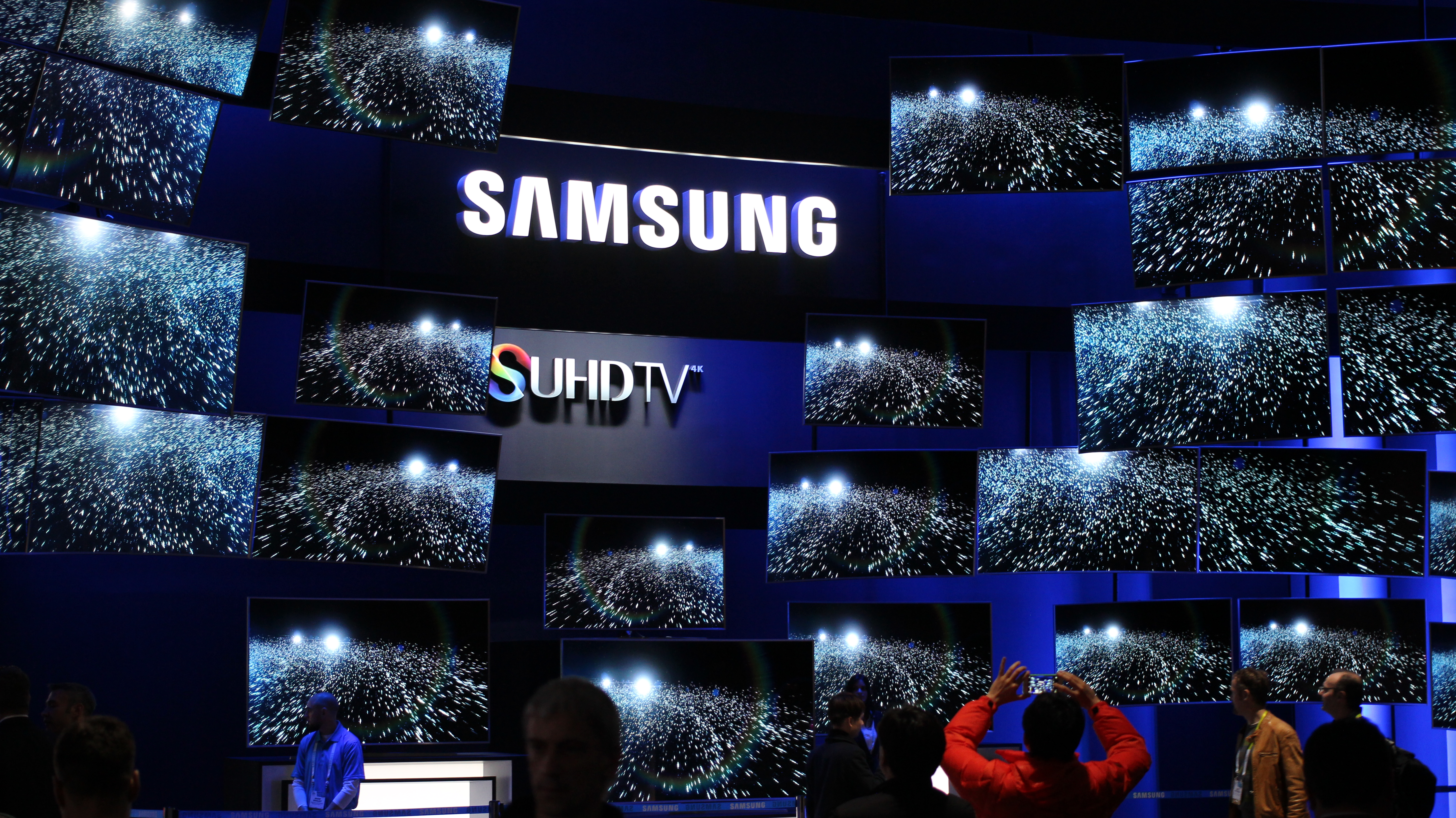
CES 2015中的三星展位
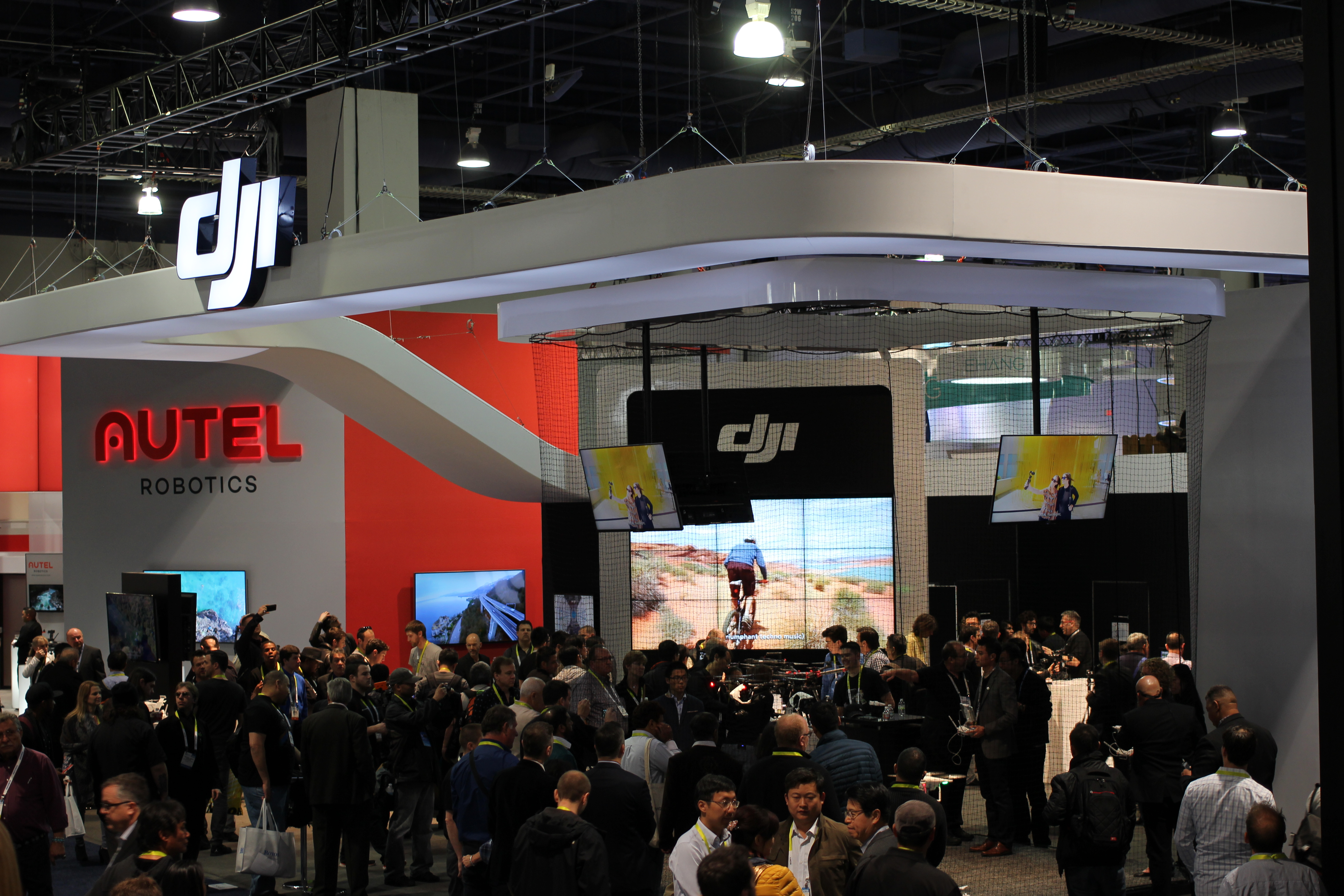
CES 2016中的大疆展位
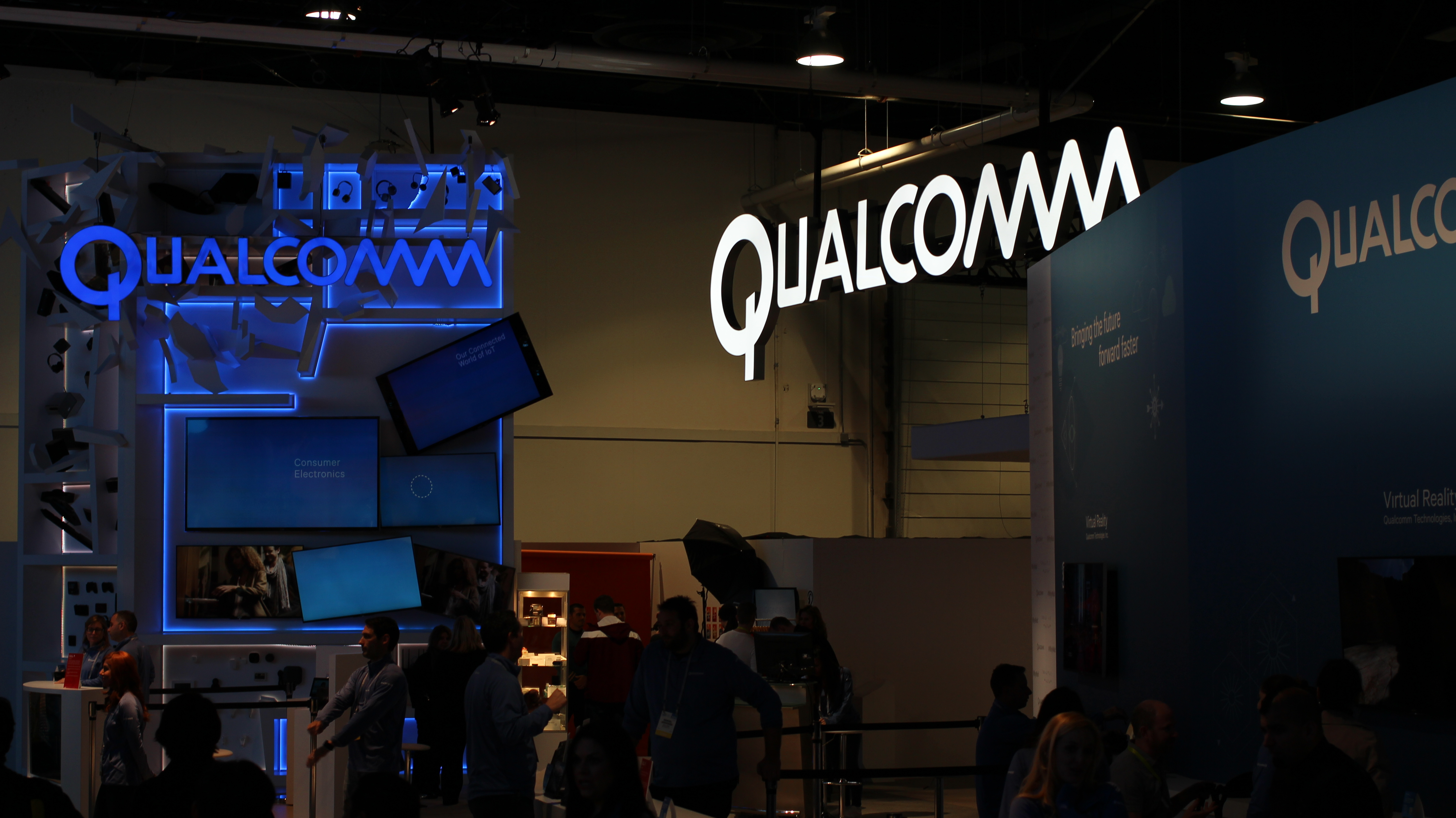
CES 2016中的高通展位
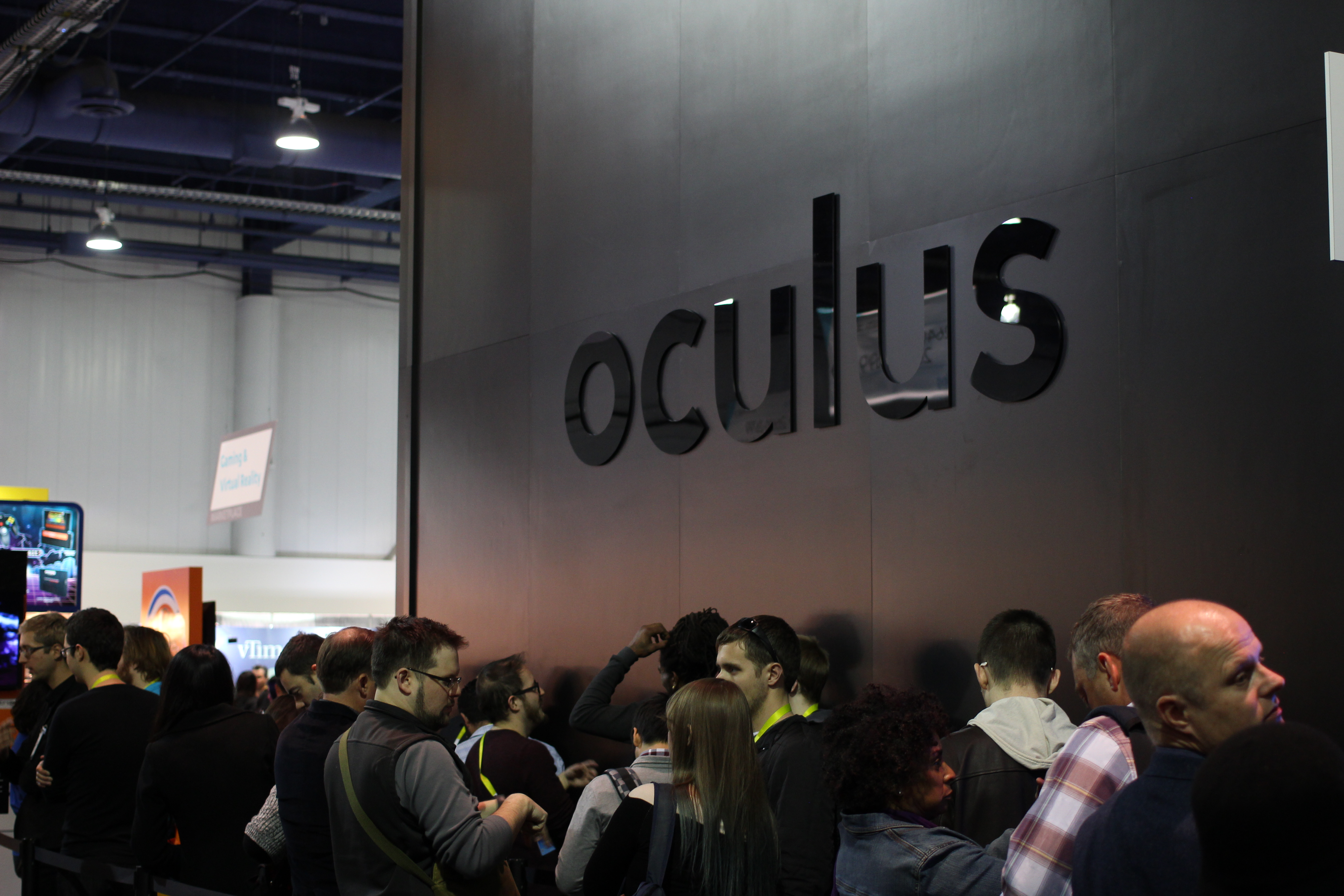
CES 2016中的Oculus VR展位
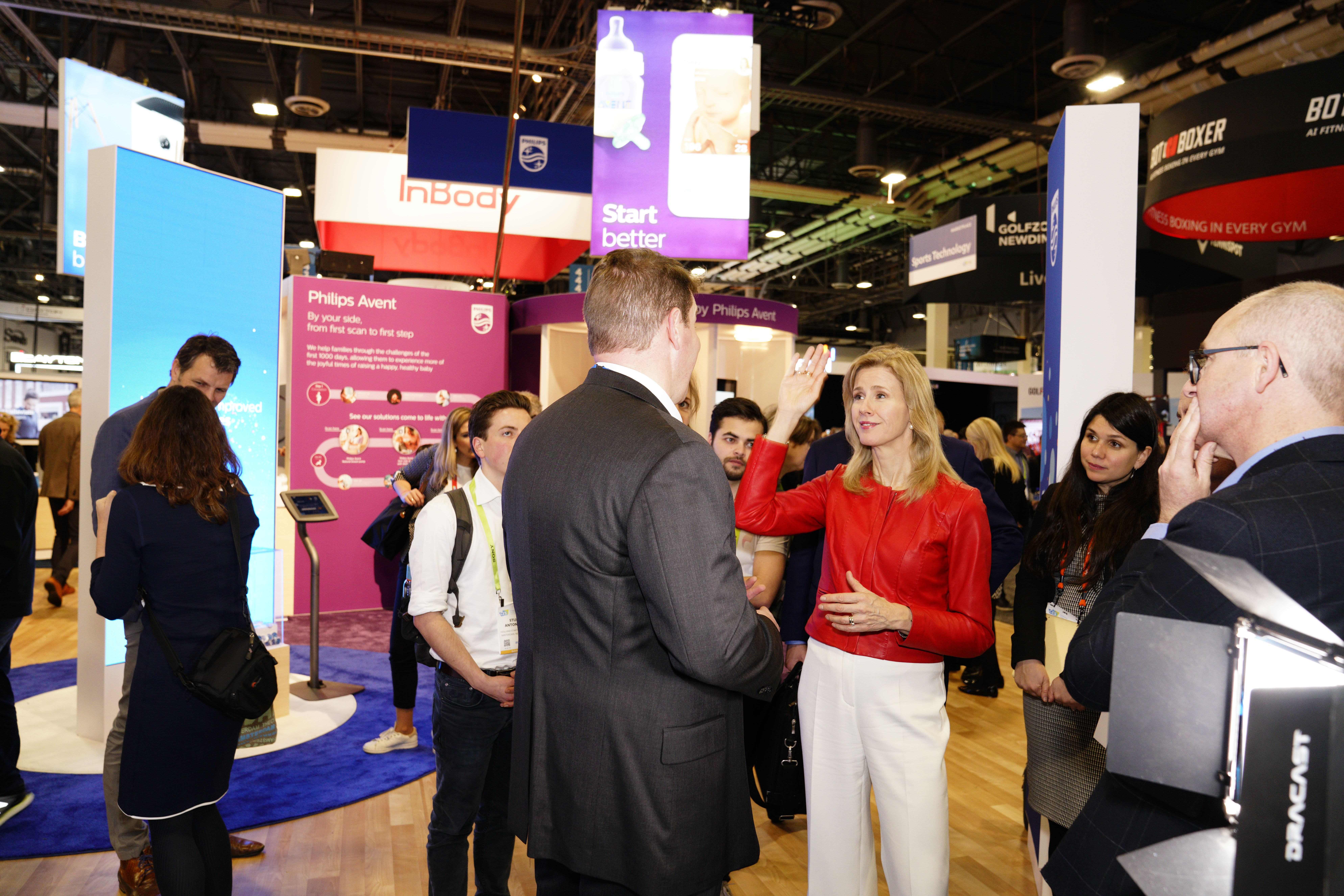
CES 2019的展会现场
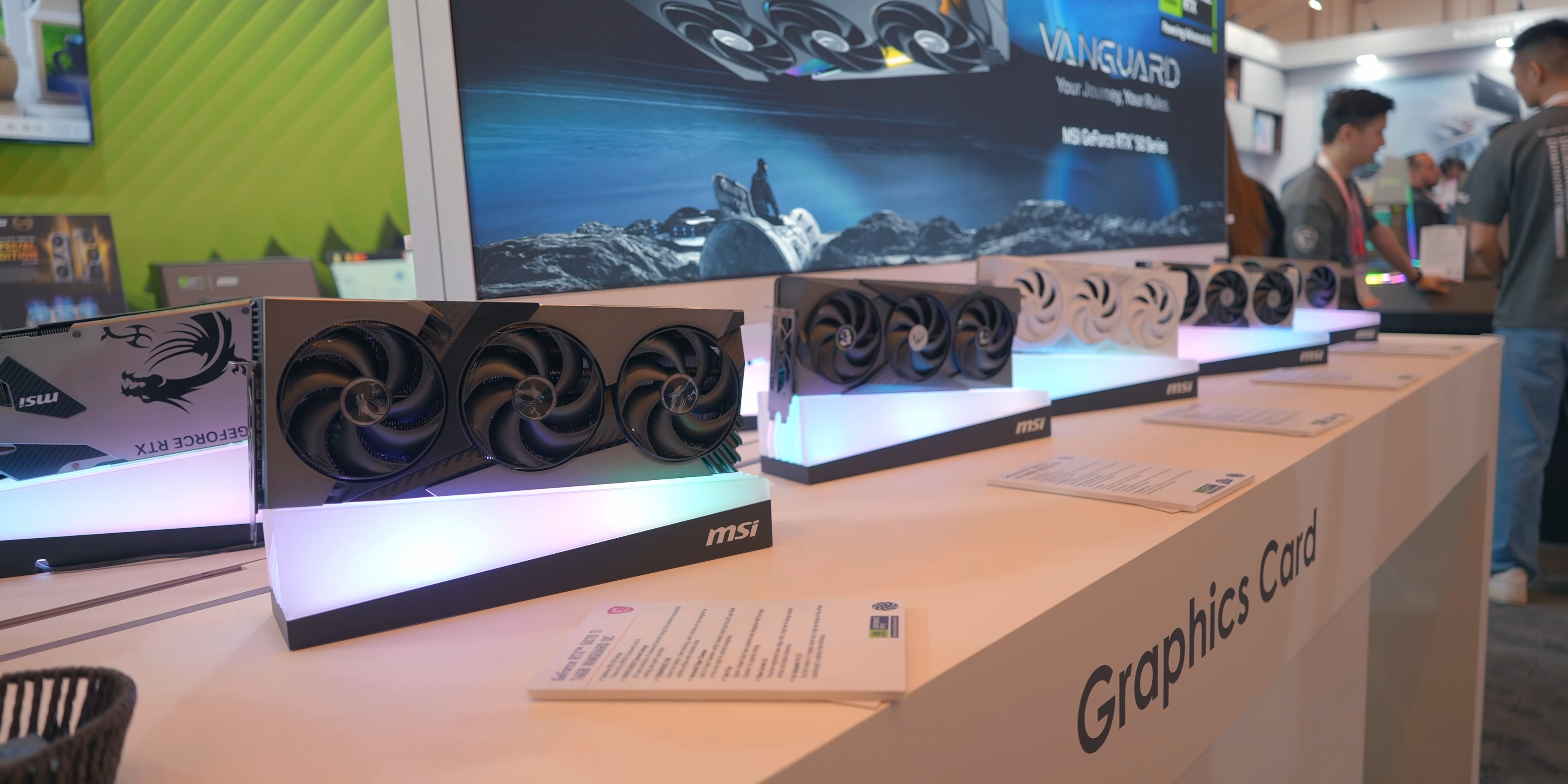
一些展出在CES 2025中的GeForce 50系列显卡
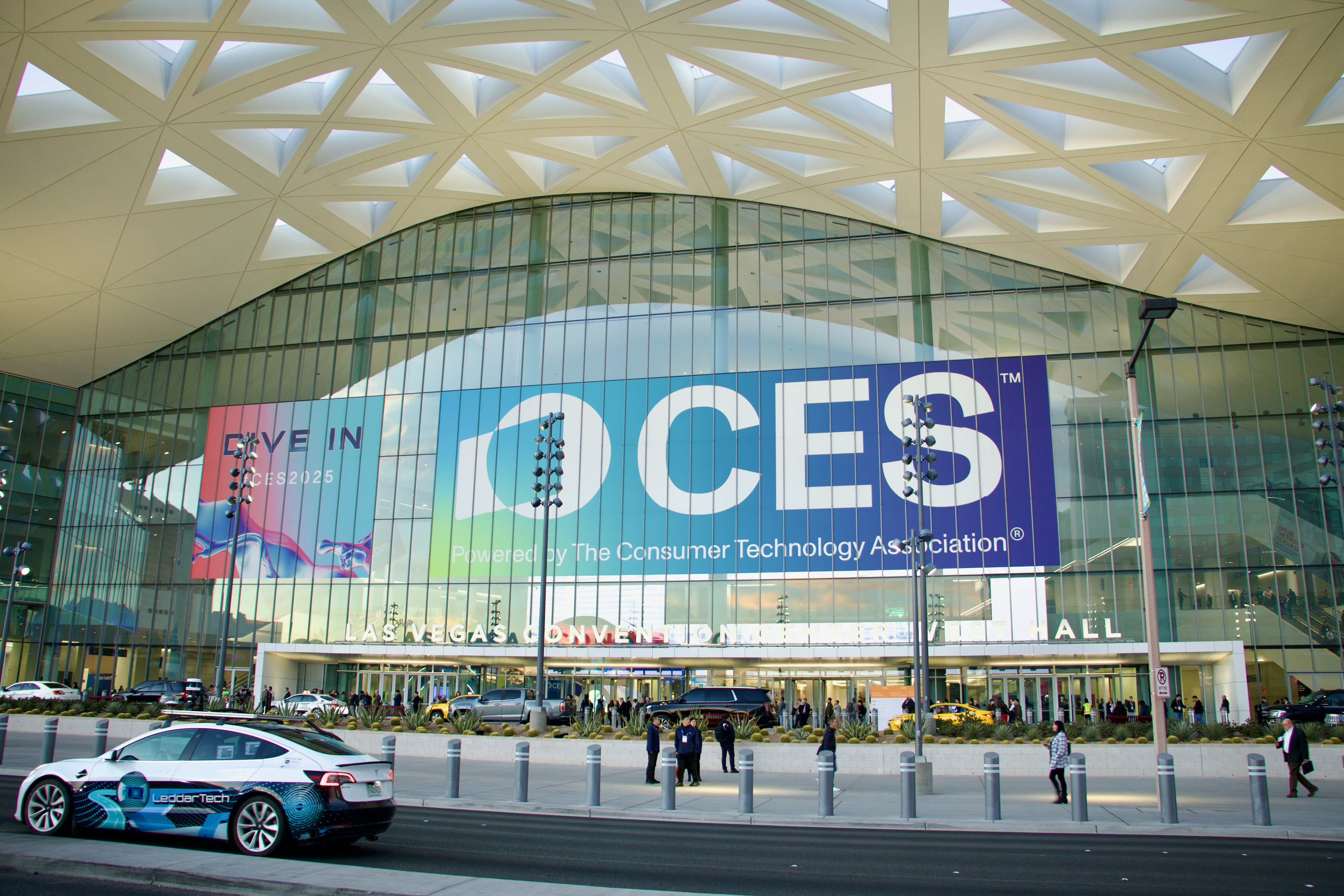
CES 2025时的拉斯维加斯会展中心入口

## 資料來源
1. ↑  . CES Press Release. CES. 2015-11-06  [2015-11-06]. （原始内容存档于2015-11-09）.
2. ↑  Bob Gerson. . Twice. 2006-08-28  [2016-01-17]. （原始内容存档于2017-01-11）.
3. ↑  . GamePro (IDG). January 1995, (76): 211.
4. ↑  . GamePro (IDG). September 1995, (84): 138.
5. 1 2  . Electronic Gaming Monthly (Ziff Davis). March 1996, (80): 50–51.
6. ↑  . Las Vegas Review-Journal. 2007-01-06: A1.
7. ↑  .   [2022-08-22]. （原始内容存档于2022-08-22）.
8. ↑  . cesweb.org.   [2013-01-08]. （原始内容存档于2016-03-13）.